# Al Clark
Albert „Al“ C. Clark (* 15. September 1902 in Illinois; † 13. Juli 1971 in Los Angeles) war ein US-amerikanischer Filmeditor.

## Leben
Al Clark war 1933 bei Warner Brothers erstmals im Bereich Filmschnitt tätig. Ein Jahr darauf erhielt er einen festen Vertrag bei Columbia Pictures, wo er bis 1960 angestellt war. Ab 1959 arbeitete er als Filmeditor auch für das US-amerikanische Fernsehen, wo er unter anderem bei den Fernsehserien Perry Mason (1963–1965), Gilligans Insel (1964) und Bezaubernde Jeannie (1965) zum Einsatz kam. Im Laufe seiner Karriere war Clark insgesamt fünfmal für den Oscar in der Kategorie Bester Schnitt nominiert, unter anderem für Leo McCareys Die schreckliche Wahrheit (1937) mit Irene Dunne und Cary Grant sowie für Frank Capras Mr. Smith geht nach Washington (1939) mit James Stewart in der Titelrolle. Clark war zudem Mitglied der American Cinema Editors.
Mit seiner Ehefrau Hazel (1903–1996) war Al Clark bis zu seinem Tod im Jahr 1971 verheiratet. Sein Grab befindet sich im Pacific View Memorial Park in Corona del Mar.

## Filmografie (Auswahl)
- 1937: It Happened in Hollywood
- 1937: Die schreckliche Wahrheit (The Awful Truth)
- 1938: Die Schwester der Braut (Holiday)
- 1938: The Lady Objects
- 1939: Laßt uns leben (Let Us Live)
- 1939: Mr. Smith geht nach Washington (Mr. Smith Goes to Washington)
- 1940: The Lone Wolf Strikes
- 1940: The Lone Wolf Meets a Lady
- 1940: The Lady in Question
- 1941: The Devil Commands
- 1941: Das Geheimnis der drei Schwestern (Ladies in Retirement)
- 1942: Blondie for Victory
- 1943: It’s a Great Life
- 1943: Appointment in Berlin
- 1943: Eine Frau hat Erfolg (What a Woman!)
- 1944: Address Unknown
- 1945: Leave It to Blondie
- 1946: Gallant Journey
- 1947: Blondie’s Anniversary
- 1948: Blutfehde (The Swordsman)
- 1948: Dieser verrückte Mr. Johns! (The Fuller Brush Man)
- 1948: Blondie’s Reward
- 1949: Leicht französisch (Slightly French)
- 1949: Wir waren uns fremd (We Were Strangers)
- 1949: Der Mann, der herrschen wollte (All the King’s Men)
- 1949: Alarm in der Unterwelt (The Undercover Man)
- 1950: Das skandalöse Mädchen (The Petty Girl)
- 1950: Verurteilt (Convicted)
- 1951: Burg der Rache (Lorna Doone)
- 1951: Grenzpolizei in Texas (The Texas Rangers)
- 1952: Tommy macht das Rennen (Boots Malone)
- 1953: Dürstende Lippen (Last of the Comanches)
- 1953: Die 5000 Finger des Dr. T. (The 5,000 Fingers of Dr. T.)
- 1953: Bis zur letzten Kugel (The Nebraskan)
- 1953: Der Wilde (The Wild One)
- 1954: Schwaches Alibi (Naked Alibi)
- 1954: Attila, der Hunnenkönig (Sign of the Pagan)
- 1955: Der Speer der Rache (Chief Crazy Horse)
- 1955: Draußen wartet der Tod (The Last Frontier)
- 1956: Der Mann ohne Furcht (Jubal)
- 1956: Ohne Liebe geht es nicht (You Can’t Run Away from It)
- 1957: Um Kopf und Kragen (The Tall T)
- 1957: Das Fort der mutigen Frauen (The Guns of Fort Petticoat)
- 1957: Zähl bis drei und bete (3:10 to Yuma)
- 1957: Fahrkarte ins Jenseits (Decision at Sundown)
- 1958: Cowboy
- 1958: Der Henker ist unterwegs (The Lineup)
- 1958: Sein Colt war schneller (Buchanan Rides Alone)
- 1959: Der Revolverheld von Laredo (Gunmen from Laredo)
- 1959: Hey Boy! Hey Girl!
- 1959: Die 9-Meter-Braut (The 30 Foot Bride of Candy Rock)
- 1960: Geheimakte M (Man on a String)
- 1960: Und der Herr sei uns gnädig (All the Young Men)
- 1960: Pepe – Was kann die Welt schon kosten (Pepe)
- 1962: Der Tiger ist unter uns (13 West Street)
- 1962: The Underwater City
- 1962–1963: Ben Casey (TV-Serie, sieben Folgen)
- 1963: Twilight Zone (TV-Serie, zwei Folgen)
- 1963: Männer, die das Leben lieben (The Interns)
- 1963: Twilight Zone (The Twilight Zone) (TV-Serie, zwei Folgen)
- 1963: Hootenanny Hoot
- 1963–1965: Perry Mason (TV-Serie, 16 Folgen)
- 1964: Gilligans Insel (Gilligan’s Island) (TV-Serie, eine Folge)
- 1965: Katy (TV-Serie, eine Folge)
- 1965: Gidget (TV-Serie, eine Folge)
- 1965: Bezaubernde Jeannie (I Dream of Jeannie) (TV-Serie, eine Folge)
- 1967–1968: High Chaparral (The High Chaparral) (TV-Serie, fünf Folgen)
- 1969: Charro!

## Auszeichnungen
Oscar
- 1938: Nominierung in der Kategorie Bester Schnitt für Die schreckliche Wahrheit
- 1940: Nominierung in der Kategorie Bester Schnitt (zusammen mit Gene Havlick) für Mr. Smith geht nach Washington
- 1950: Nominierung in der Kategorie Bester Schnitt (zusammen mit Robert Parrish) für Der Mann, der herrschen wollte
- 1959: Nominierung in der Kategorie Bester Schnitt (zusammen mit William A. Lyon) für Cowboy
- 1961: Nominierung in der Kategorie Bester Schnitt (zusammen mit Viola Lawrence) für Pepe – Was kann die Welt schon kosten

Emmy
- 1963: Nominierung in der Kategorie Bester Schnitt – Fernsehen (zusammen mit James Ballas, George Boemler, Michael Pozen, Aaron Stell) für Ben Casey